# Metaxytherium crataegense
Espèce
Synonymes
- Hesperosiren crataegense (Simpson, 1932)[1]
- Hesperosiren crataegensis Simpson, 1932[1]
- Metaxytherium calvertense Kellogg, 1966[1]

Metaxytherium crataegense est une espèce éteinte de mammifères marins de la famille des Dugongidae (ordre des siréniens, dont font partie notamment le Lamantin et le Dugong).

## Systématique
L'espèce Metaxytherium crataegense a été décrite pour la première fois en 1932 par le paléontologue américain George Gaylord Simpson (1902-1984) sous le protonyme Hesperosiren crataegensis. 

## Publication originale
- (en) George Gaylord Simpson, « Fossil Sirenia of Florida and the evolution of the Sirenia », Bulletin of the American Museum of Natural History, New York, Musée américain d'histoire naturelle, vol. 59, no 8,‎ 1932, p. 419-503 (ISSN 0003-0090 et 1937-3546, OCLC 1287364, lire en ligne).